# Rivolta di She-An
La rivolta di She-An (zh. 奢安之亂S), chiamata anche Ribellione di Yongning, fu una rivolta Yi avvenuta nel Sichuan e nel Guizhou nel tardo autunno del 1621. In conseguenza delle tasse imposte dalla dinastia Ming, i capi indigeni She Chongming e An Bangyan, dall'unione dei cui nomi prende nome l'insurrezione, insorsero in rivolta. La ribellione durò quasi otto anni e alla fine fu soppressa nell'estate del 1629.

## Contesto
La dinastia Ming aumentò le tasse per finanziare lo sforzo bellico nella provincia di frontiera di Liaodong, dove gli Jurchen di Nurhaci premevano contro i confini. Province come il Sichuan e e il Guizhou erano chiamate a fornire a Pechino truppe, rifornimenti e grano come tasse.

## Ribellione
Il capo tusi di Yongning (attuale Contea di Xuyong) She Chongming accettò originariamente di fornire a Ming 1500000 kg di grano e 20000 guerrieri tribali Yi per la Penisola di Liaodong. Tuttavia, quando si presentò a Chongqing nel 1621 portò con sé 20000 soldati insieme alle loro famiglie che contavano altri 80000, compresi gli animali. Quando il governatore locale li informò che erano necessari solo combattenti e ordinò alla maggior parte di loro di tornare a casa, rifiutandosi di fornire cibo per il viaggio di ritorno, gli Yi attaccarono Chongqing, uccisero il governatore e diversi funzionari locali. È probabile che She Chongming avesse pianificato di attaccare Chongqing fin dall'inizio poiché aveva già iniziato a devastare le regioni che aveva attraversato sulla strada per Chongqing. Secondo un viaggiatore nella regione all'epoca, «ogni parvenza di attività umana è sparita.» She Chongming proclamò la fondazione del "Regno di Shu" con sé stesso come sovrano e inviò le sue forze, stando a quanto riferito gonfiatesi con altri 100000 rinnegati cinesi, a conquistare l'intero Sichuan. I ribelli si spostarono dal Sichuan al Guizhou, prendendo Zunyi, ma non riuscirono a conquistare Chengdu, che assediarono senza successo per 102 giorni. Chongqing fu riconquistata dai Ming un mese dopo.
Seguendo le orme di She Chongming, anche il tusi di Nasu Yi, An Bangyan, inviò truppe al posto del grano come pagamento delle tasse. Quando i funzionari Ming rifiutarono razioni e rifornimenti alle sue truppe, An si ribellò e si unì a She Chongming «per reclamare la gloria dei suoi antenati.» Insieme, i due capi indigeni marciarono su Guiyang con un esercito di 300000 uomini e l'assediarono. Sebbene Guiyang contenesse solo 5000 soldati, l'esercito indigeno non fu in grado di penetrare le sue difese poiché attaccarono un lato della cinta alla volta. L'assedio di Guiyang fu revocato dopo 296 giorni nel tardo inverno del 1622. Sopravvissero appena 200 difensori. An Bangyang si ritirò nei suoi nascondigli in montagna e finse di arrendersi ma, quando fu inviato un emissario imperiale da lui per negoziare la resa, lo fece uccidere.
La ribellione si rinnovò nella primavera del 1623 quando un esercito Ming di 40000 uomini cadde in un'imboscata e fu massacrato dagli Yi. Il comandante in capo imperiale, Zhu Xieyuan, richiese immediatamente altri 200000 soldati e tre milioni di tael in rifornimenti per sopprimere la ribellione. Un anno dopo, il conflitto nel Sichuan era ancora in corso. Secondo quanto riferito, l'esercito Ming aveva ucciso 18000 ribelli ma non poteva porre fine alla ribellione in modo decisivo a causa della mancanza di rifornimenti. Nel 1625, 27500 ribelli erano stati uccisi. Il conflitto nella regione del Sichuan-Guizhou sarebbe continuato fino all'estate del 1629, quando, alla fine, furono mobilitati un totale di 450000 soldati per impegnarsi con le forze Shu di She Chongming e An Bangyang. Entrambi i leader ribelli morirono in battaglia lo stesso anno, il Regno di Shu fu rapidamente smantellato.

## Conseguenze
La ribellione di She-An ha avuto un impatto astronomico sulle finanze di Ming. L'intero sforzo anti-ribellione costò ai Ming un totale di 35 milioni di tael d'argento e consumò 145 miliardi di chilogrammi di grano.